# Dead Capo
 (octobre 2023).
Dead Capo est un groupe musical espagnol, originaire de Madrid.

## Histoire
Il est formé en 1999 après la dissolution d'Insecto (Love Fiasco, The Blue Fish Records, 1997),. Depuis lors, leur objectif est de produire une musique instrumentale à haut risque et difficile à classer. Leur première œuvre, Díscolo, est un mélange de jazz, swing, de rock, de bandes originales dans la veine de Henry Mancini ou Lalo Schifrin, de surf music, de lounge, de funk ou de blues,.
En 2000, ils créent leur propre label, Pueblo Records, avec lequel ils sortent leur premier album, Díscolo, pour lequel ils comptent sur des collaborateurs comme Nacho Mastretta et Markus Breuss (Clónicos, OCQ, Mil Dolores Pequeños). Leur premier album reçoit d'excellentes critiques dans des publications telles que Rockdelux, Ruta 66, Mondosonoro ou El Mundo, et a également été désigné comme l'un des meilleurs albums de 2002 par le magazine Todaslasnovedades. Plus tard, ils sortent le single Atraco a las tres (2011) et les albums Sale (2012) et Fiesta Rara (2019).
En 2006, le réalisateur argentin Miguel Ángel Cárcano choisit la musique de Dead Capo pour les scènes et le générique de son long métrage Interior (Noche), inclus dans la sélection du Festival international du film de Saint-Sébastien 2006.

## Influences et concerts
Leur style musical est le résultat d'une surexposition à de multiples styles musicaux, autant de moules musicaux qu'ils ont tenté de faire fondre pour créer le leur. Ils ont joué dans un grand nombre de festivals comme notamment l'Emociona Jazz (2002), le Festival de Jazz de Guecho (2003), Muestra de Jazz de Ibiza (2003), Festival de Jazz de Soto del Real (2003), le Rising Stars Tour 2005 (tournée des auditoriums de Séville, Cadix et Jerez) et le Círculo de Bellas Artes.

## Discographie
- 2000 : Díscolo
- 2011 : Atraco A Las 3
- 2012 : Sale
- 2019 : Fiesta Rara